# Pin Point
Ne doit pas être confondu avec Pine Point.
Pin Point est une communauté non incorporée située dans le comté de Chatham, dans l'État de Géorgie, aux États-Unis. Située à 18 km au sud-est de Savannah, elle est comprise dans son aire métropolitaine (en).
Fondée par des esclaves affranchis après la Guerre de Sécession, Pin Point s'étend sur 1,6 km de large et 2,5 km de long.
Pin Point est une petite communauté à dominante afro-américaine et compte un groupe de locuteurs de gullah. Cette langue créole traditionnelle, originaire du Lowcountry de Caroline du Sud (en) et inspirée d'idiomes ouest-africains, continue à évoluer et à se répandre aujourd'hui.

## Personnalité liée à la localité
- Clarence Thomas, juge assesseur de la Cour suprême des États-Unis, est né à Pin Point en 1948[3].